# Nauclea robinsonii
Nauclea robinsonii är en måreväxtart som beskrevs av Elmer Drew Merrill. Nauclea robinsonii ingår i släktet Nauclea och familjen måreväxter.
Artens utbredningsområde är Filippinerna. Inga underarter finns listade i Catalogue of Life.